# Réservoir de Grenelle
Réservoir de Grenelle (tj. nádrž Grenelle) je jednou z pěti sekundárních vodních nádrží města Paříže určených pro uchování užitkové vody. Nachází se v 15. obvodu na adrese 125 bis rue de l'Abbé-Groult.
Tato nádrž byla postavena v roce 1888 a má objem 6432 m3. Přilehlá bílá budova pochází ze 30. let 20. století.
Nyní ji spravuje Société anonyme de gestion des eaux de Paris.
V roce 2013 byl předložen realitní projekt na demolici této nádrže, ale sdružení obyvatel s názvem „Respiration Paris 15" (Dýchající Paříž 15) se proti projektu postavilo.
Dne 7. července 2014 pařížská rada přijala návrh na zachování vodní nádrže.